# أسكاراموزا شارا

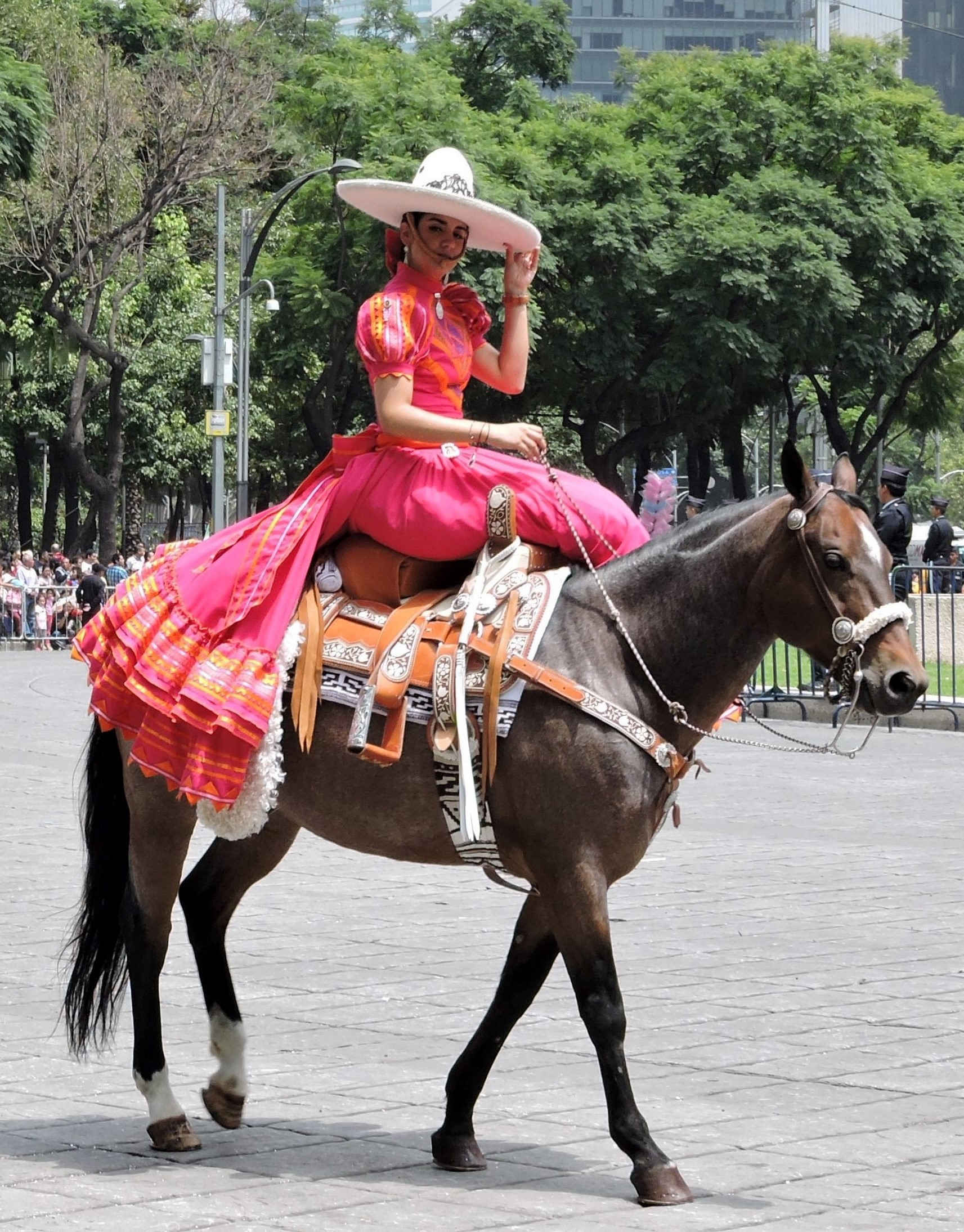
أسكاراموزا شارا في مكسيكو سيتي - ضمن الاحتفال بيوم الاستقلال المكسيكي 2016

أسكاراموزا شارا هي لعبة فروسية مخصصة للإناث ضمن تقليد الشاريريا المكسيكية. تعني كلمة أسكاراموزا «المناوشة» وتتألف من فريق يمتطي الخيول بحركات متزامنة مصممة خصيصًا للرقص مع الموسيقى. فإن النساء يركبن السرج الجانبي ويرتدين الزي المكسيكي التقليدي الذي يشمل السومبريرو والفساتين والإكسسوارات المطابقة. حيث يتكون الفريق من 16 امرأة، ولكن 8 فقط يركبن الخيول في المرة. و يتدربن بشكل روتيني في ساحة لينزو أو ساحة دائرية.
يمتد موسم إسكاراموزا من فبراير إلى نوفمبر. و يقام في الولايات المتحدة في عطلة نهاية الأسبوع في عيد العمال، بينما تقام النهائيات الكبرى في المكسيك التي تضم أكثر من 80 فريقًا من كلا جانبي الحدود.

## تاريخها
كانت الرياضة مستوحاة من «الأديليتاس المكسيكيين، الذين قاتلوا في الثورة المكسيكية.» فأن لعبة الشاريريا هي الرياضة الوطنية المكسيكية وهناك شارو وإسكاراموزا في الولايات المتحدة وكندا.
عادةً ما تنقل عائلات رعاة البقر تقليد تشارور من الأب إلى الابن، ولكنها بدأت أيضًا في إشراك النساء.